# ディエゴ・デ・ランダ

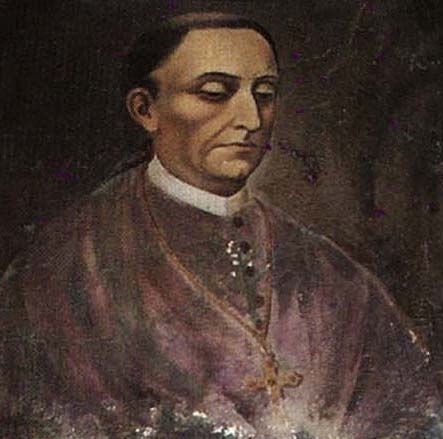
ディエゴ・デ・ランダ

ディエゴ・デ・ランダ（Diego de Landa、1524年 - 1579年）は、16世紀、スペインのフランシスコ会の聖職者で、後にユカタンの司教になった。スペインによるアメリカ大陸の植民地化初期のユカタンで活動した。

## 生涯
1524年、スペイン、アルカリア地方（現在のカスティーリャ＝ラ・マンチャ州グアダラハラ県）のシフエンテスに生まれた。1541年、16歳のときにフランシスコ修道会の修道士となった。ニコラス・デ・アルバラーテ修道士らとともに、1549年にフランシスコ修道会の5回目の派遣でユカタン地方を訪れ、司祭に叙階された。
イサマルの修道院長をへて、1560年にフランシスコ会ユカタン教区長とメリダ修道院長を兼任した。

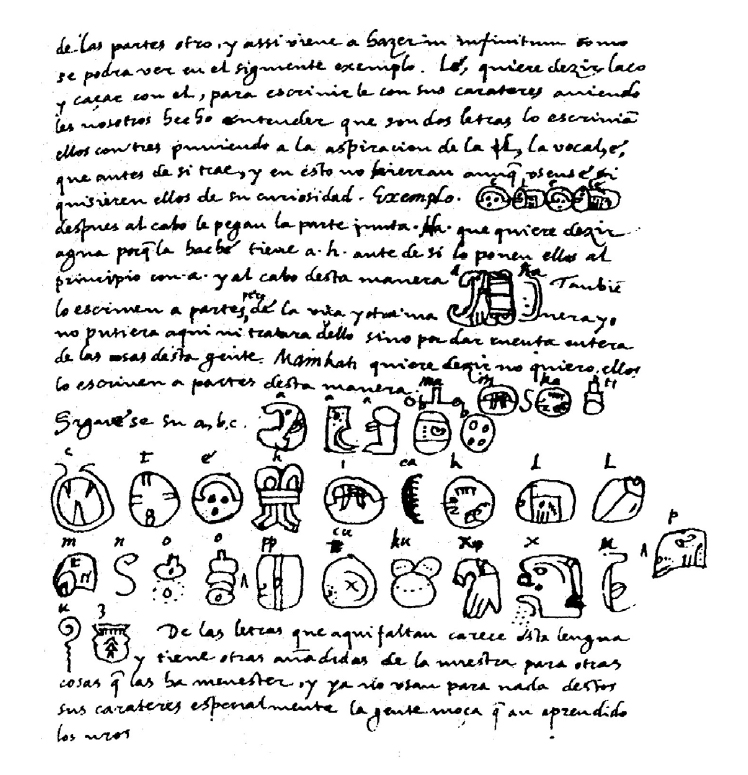
ランダが作成したマヤ文字とアルファベットの対照表

1562年7月、マニで地域の首長（カシケ）を含む40人ものインディオの異端尋問を行った（マニの宗教裁判）。ペドロ・サンチェス・デ・アギラールほかの証言するところによれば、ランダはきわめて残虐で、教会の名を使ってマヤ人を男・女・子供の区別なく虐げたとされる。また、ランダ自身の述べる所によれば、マヤの書物はすべて迷信と悪魔に関するものであったためにすべて焼き捨てたという。今日では、マヤの絵文書はわずか4点に過ぎない。
同年、初代ユカタン司教フランシスコ・デ・トラルがフェリペ2世にランダの残虐行為を報告したため、ランダはスペインに戻って裁判を受けることになった。インディアス枢機会議はランダを非難したが、1569年に潔白と判定された。1571年にトラルが死亡すると、ランダ自身がトラルの後任の司教に任命され、1572年にユカタンに帰った。1579年にメリダで死亡した。

## 評価
ランダに対しては評価が極端に分かれる。マヤ人を残虐に扱い、マヤの文化的遺産を破壊したという批判が現在でもなされる一方で、『ユカタン事物記』(Relación de las Cosas de Yucatán)を著し、その中にマヤの社会・生活・文化・信仰などに関する記録を多く残したため、メソアメリカやマヤに関する優れた学者であることは万人が認める。『ユカタン事物記』は16世紀に書かれたほとんど唯一のマヤ民族誌である。
『ユカタン事物記』は、スペイン帰国中の1566年ごろに著された。原本は残っていないが、1661年ごろに書かれた要約の写本がマドリードの図書館にあるのをフランスのシャルル・エティエンヌ・ブラッスール・ド・ブールブールが発見し、1864年に原文とフランス訳を出版した。その中にマヤ文字とスペイン語のアルファベットを対照させた表があり（ランダのアルファベット）、これが正しいかどうかは問題になったが、後に基本的に正しいことがわかり、ユーリー・クノロゾフによるマヤ文字の解読の手がかりとなった。